# プリオゼルスク

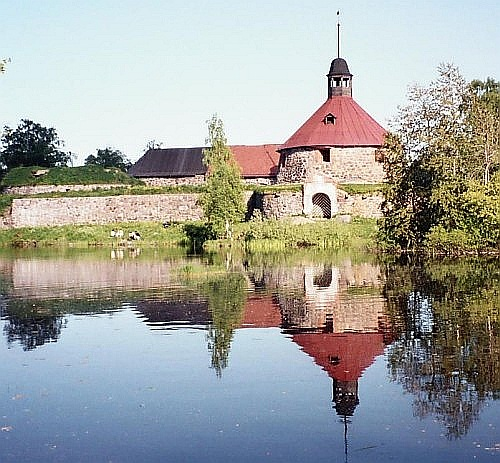
プリオゼルスクのランドマーク、コレラ要塞

プリオゼルスク（ロシア語: Приозе́рск, フィンランド語：Käkisalmi（カキサルミ）、スウェーデン語：Kexholm（ケックスホルム））は、ロシア連邦・レニングラード州の町。人口は1万8777人（2021年）。
ラドガ湖の南西岸の島の中央、ヴオクサ川の北の支流の河口に位置する。サンクトペテルブルク＝ヒートラ鉄道のプリオゼルスク駅がある。
1948年までの旧称はКякисалми（キャキサルミ）または Кексгольм（ケグズゴリム）。

## 歴史
主なランドマークであるコレラ要塞は歴史的にカレリア地峡のカレリア人の中心地であって、時にロシア人の領域の北西端、時にスウェーデン人の領域の東端であった。
中世より、この町はロシア人からはコレラ（Корела）、カレリア人とフィン人からはカキサルミ（Käkisalmi）として知られていた。1500年のノヴゴロド公国の納税帳によれば183世帯がコレラに住み、人口は1500 - 2000人だったと推測される。スウェーデンがこの地を得たのは1578年から17年間と1611年から100年間の2回あった。スウェーデン帝国ではこの要塞をケックスホルムと呼び、この地域全体をケックスホルム県とした。ロシアがこの地域を完全に確保したのは大北方戦争である。町のスウェーデン語名はケグズゴリム（Кексгольм）の形で残された。戦争と1300年、1580年、1634年、1679年に起きた大火災により住民の人口は減少させられた。町に最初の裁判所のできた1800年には人口はわずか400人であった。
1812年、3年前に設立された自治区域フィンランド大公国に皇帝アレクサンドル1世はケックスホルムを残りの古きフィンランドと共に編入した。カキサルミはヴィープリ県最小の市であった。都市の成長は1917年サンクトペテルブルク＝ヒートラ鉄道の建設と1929年の二つの大規模な製材場とパルプ工場建設により加速された。
1939年11月30日、ソビエト連邦の侵攻で冬戦争が開始した。1940年3月13日、モスクワ平和条約によってフィンランドはカレリアを失った。1941年から1944年の継続戦争でフィンランドはソビエトに併合された地域を再占領し、人々が町の再建のために戻ってきたが、第二次世界大戦の終結とともに引き揚げることとなった。
1948年、フィンランドからソビエトに併合された他の地域と同様に改名され、カキサルミはプリオゼルスクと呼ばれるようになった。これら新しい地名はヴイボルグ（旧ヴィーボリ）以外は歴史的な地名とは関係がなかった。プリオゼルスクはフィンランド人に代わって主にロシア人、ベラルーシ人、ウクライナ人が多数を占めるようになった。

## ギャラリー

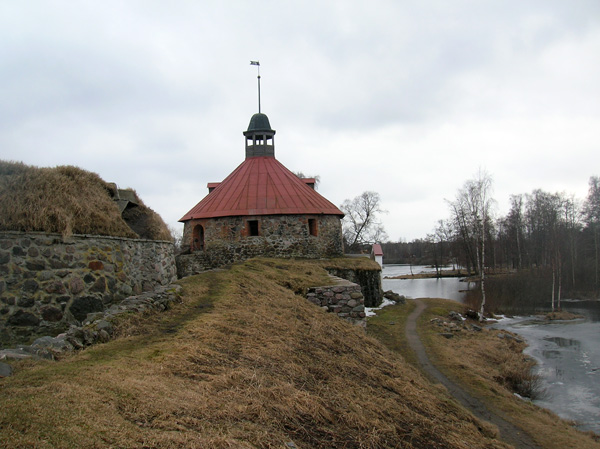
要塞内部
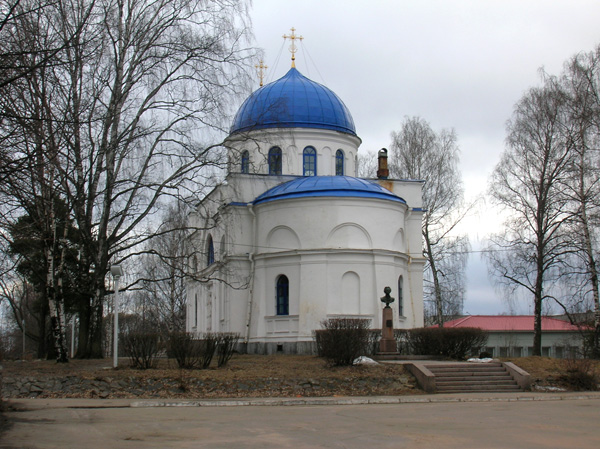
正教会の教会
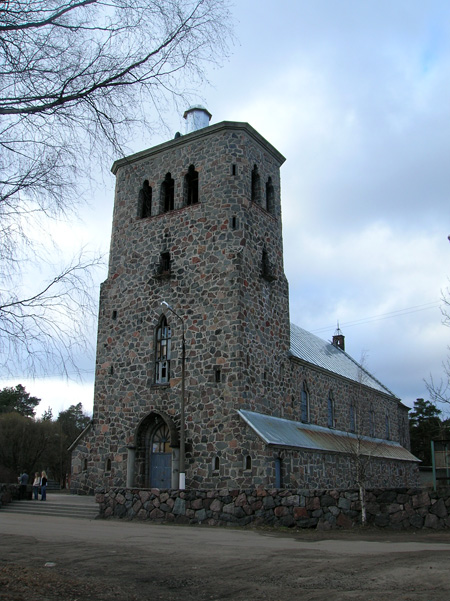
旧ルーテル派教会